# Марин Опрев
Марин Опрев е първият ректор на ВМЕИ-Варна и е един от българските професори, дали много за развитието на българското техническо висше образование.

## Биография
Марин Опрев е роден на 24 септември 1922 г. в село Крушовене, област Плевен. Опрев завършва Държавната политехника в София през 1949 г. През следващите години специализира в СССР, ГФР и Чехословакия.

## Кариера
Марин Опрев започва да работи като асистент във ВМЕИ-София. През следващите години става и хоноруван преподавател. Работи в областта на парните двигатели. През 1960 г. е хабилитиран като доцент.
Основател и първи ректор на ВМЕИ-Варна (1962 – 1968), професор Опрев има особени заслуги в областите парни двигатели, парни и газови турбини. През своя мандат на управление, Опрев дава стабилно начало на МЕИ-Варна и институтът затвърждава мястото си на висше техническо учебно заведение. От 1968 до 1970 г. е декан на деканата за чуждестранни студенти на ВМЕИ-София. Зам.-ректор на ВМЕИ-София (1970 – 1972).

## Публикации
Учебни издания:
- „Топлотехника“ (1956)
- „Парни двигатели“ (1965)
- „Парни и газови турбини“ (1971)
- „Водни и парни турбини“ (1976)

## Признание
- Почетен професор на Технически университет-Варна (1990, посмъртно).